# Mette Winge
Mette Winge, född 5 januari 1937 i Frederiksberg i Köpenhamn, död 15 april 2022, var en dansk författare, litteraturkritiker och chef inom radio/TV. Hon debuterade som romanförfattare 1988 med Skriverjomfruen – en guvernanteroman, som handlar om Dorothea Biehls liv.
Winge blev 1982 chef för teater- och litteraturavdelningen på Danmarks Radio. Hon blev därmed den första kvinnliga programchefen vid bolaget. Åren 1988–1990 var hon chef för radiokanalen P1 på Danmarks Radio.